# NGC 1799
NGC 1799 è una galassia lenticolare situata nella costellazione dell'Eridano, a una distanza di circa 214 milioni di anni luce dalla nostra Via Lattea.

## Scoperta
La galassia è stata scoperta il 13 febbraio 1887 dall'astronomo statunitense Lewis Swift.

## Descrizione
Sembra formare una coppia di galassie interagenti con la vicina NGC 1797.